# Vincė Vaidevutė Margevičienė
Vincė Vaidevutė Margevičienė (* 12. Mai 1949 in der Oblast Irkutsk, Sowjetunion)  ist eine litauische Biologin und  Politikerin, Mitglied des Seimas, Vizebürgermeisterin der Stadtgemeinde Kaunas.

## Leben
Vincė Vaidevutė wurde in einer nach Sibirien deportierten Familie geboren. Ihr Vater starb dort. 1960 kam sie mit der Mutter in die Litauische SSR. 1967 absolvierte sie die Jugendarbeitsabendsschule in Vilnius und 1972 das Studium der Biologie und Chemie an der Universität Vilnius und wurde Lehrerin. Von 1997 bis 1999  studierte sie das Masterstudium der Verwaltungswissenschaften an der Technischen Universität in Kaunas. Von 1968 bis 1972 war sie jüngere wissenschaftliche Mitarbeiterin am Institut für Biochemie an der Lietuvos mokslų akademija. Von 1995 bis 1997 war sie Mitglied im  Stadtrat Kaunas und stellvertretende Bürgermeisterin. Von 2004 bis 2008 und von 2008 bis 2012 war sie Mitglied im Seimas.